# Anastazja Stewart
Anastazja Maria Stewart, ang. Anastasia Mary Stewart, właśc. Nancy May Stewart, gr. Αναστασία της Ελλάδας και της Δανίας (ur. 20 stycznia 1878 w Zanesville, zm. 29 sierpnia 1923 w Londynie) – księżna Grecji i Danii jako żona Krzysztofa Glücksburga.

## Życiorys
Urodziła się w Zanesville, w stanie Ohio, jako córka małżeństwa Williama Charlesa Stewarta (1855–1914) i Mary Laviny Holden (1857–1880). Miała młodszą siostrę Margaret (1880–). Wywodziła się z zamożnej rodziny. Zarówno jej ojciec, jak i dziadek William Harrison Stewart (ok. 1835–1909) byli kupcami, pochodzącymi z Vermontu. Ojciec matki, William Henry Holden (1827–1888) był lekarzem i politykiem, m.in. senatorem, zaś jej brat James (1858–), burmistrzem rodzinnego miasta. W 1880 rodzina Nancy przeniosła się do Cleveland. Niedługo potem Nancy straciła matkę, i wychowywała ją druga żona ojca. Po ukończeniu szkoły podstawowej uczęszczała do Miss Porter's School w Farmington.
W 1894 potajemnie wyszła za mąż za George'a Ely'ego Worthingtona (1872–1950), bankiera. Już jako mężatka wdała się w romans z żeglarzem Frederickiem Mortimore'em Nicholasem. Małżeństwo Worthingtonów zostało anulowane w 1899. Po rozstaniu Nancy zamieszkała ponownie z rodzicami i rozpoczęła pracę sekretarki. W 1900 ponownie wyszła za mąż za Williama Batemana Leedsa (1861–1908), przemysłowca. Para zamieszkała w Nowym Jorku. Dzięki małżeństwu Nancy szybko się wzbogaciła, m.in. otrzymując rezydencję na wyspie Rodos. Po nagłej śmierci męża odziedziczyła po nim dużą część majątku, zaś pozostałą zarządzała w imieniu małoletniego syna. Nie chętnie zajmowała się wychowaniem chłopca, umieszczając go w Montclair, sama zaś pozostała w Paryżu. W 1909 kupiła dom w Londynie. Od tej pory prowadziła bardzo wystawne życie, podróżując po Europie. Dzięki przyjaźni z Pauliną Whitney (1874–1916) nawiązała szerokie znajomości w kręgach arystokracji europejskiej. Wikłała się w burzliwe romanse z wieloma jej przedstawicielami, m.in. Edwardem VII, Ludwikiem Bonapartem (1864–1932) i George'em Cornwallis-Westem (1874–1951). Następnie poznała Krzysztofa Glücksburga (1888–1940), księcia Grecji, z którym się zaręczyła w 1914.
Od tej pory zaangażowała się w działalność polityczną na rzecz domu panującego w Grecji i spokrewnionych z nimi Romanowami. Od 1917 wspierała finansowo utrzymanie w Londynie Marii Greorgijewny (1876–1940) oraz jej córek, Niny (1901–1974) i Kseni Greorgijewnych (1903–1965). W 1917–1920 finansowała kampanię prasową mającą na celu osłabienie rządu Eleftheriosa Venizelosa i powtórne objęcie władzy królewskiej przez Konstantyna I. Wspierała również finansowo księżniczki greckie, Małgorzatę (1905–1981) i Teodorę (1906–1969), przydzielając im prywatne stypendium. Działaniami tymi zyskała przychylność dworu królewskiego, uwieńczoną wyrażeniem zgody przez Aleksandra na zawarcie związku małżeńskiego pomiędzy Nancy a Krzysztofem oraz uzyskaniem równoprawnego tytułu Anastazji, księżniczki Grecji i Danii. Niestabilna sytuacja wewnętrzna Grecji skłoniła parę do zamieszkania w Anglii.
W 1921 został zdiagnozowany u Anastazji nowotwór jelita grubego. Po dwóch nieudanych operacjach zmarła w 1923 w Londynie. Została pochowana w tamtejszej cerkwi św. Filipa, później jej szczątki przeniesiono na cmentarz Woodlawn w Nowym Jorku.

## Rodzina
1 października 1894 w Cleveland Nancy Stewart poślubiła George'a Ely'ego Worthingtona (1872–1950), amerykańskiego bankiera, wnuka przemysłowca George'a Worthingtona (1813–1871). Małżeństwo zostało unieważnione 23 marca 1899. Ponownie wyszła za mąż 3 sierpnia 1900 za Williama Batemana Leedsa (1861–1908), przemysłowca. Ze związku pochodzi jedyny syn:
- William Bateman (1902–1971) ⚭ Ksenia Gregorijewna Romanowa (1903–1965), księżniczka krwi imperatorskiej, córka Jerzego Michajłowicza (1863–1919) i Marii Glücksburg (1876–1940).

Nancy Stewart wyszła za mąż po raz trzeci 1 stycznia 1920 w Vavey za Krzysztofa Glücksburga (1888–1940), księcia Grecji, najmłodszego syna Jerzego I (1845–1913) i Olgi Konstantynownej Romanowej (1851–1926). Małżeństwo pozostało bezdzietne.